# Larry Dale
Larry Dale (nombre de nacimiento, Ennis L. Lowery, Hungerford,  7 de enero de 1923 – 19 de mayo de 2010) fue un cantante, guitarrista y músico de sesión estadounidense.

## Biografía
A principios de la década de los 50, Dale empezó a tocar la guitarra inspirado por B.B. King, haciendo su primeras grabaciones como músico de estudio para Paul Williams and his Orchestra (enJax Records), y para Big Red McHouston & His Orchestra. Grabó para el sello subsidiario de RCA (Groove Records) con una banda formada por el propio Dale, Mickey Baker y el pianista Champion Jack Dupree. También escribió canciones con el nombre de Larry Dale Matthews.
En los 50, Dale tocó en diversos club de Nueva York junto al pianista Bob Gaddy. También fue un fijo en grabaciones de estudio, con los sellos Groove y Vik Records, y fue reconocido por su trabajo en el álbum de Dupree de 1958 Blues from the Gutter, para Atlantic. Su interpretación en este álbum inspiró a Brian Jones d los The Rolling Stones. También reseñable en los discos "Let the Doorbell Ring", "Big Muddy" (1960) y "Drinkin' Wine-Spo-Dee-O-Dee" de Stick McGhee (1962).